# Pakalitha Mosisili
Bethuel Pakalitha Mosisili (nacido el 14 de marzo de 1945) es un político lesotense. Fue el primer ministro entre desde el 17 de marzo de 2015 al 16 de junio de 2017 y desde el 29 de mayo de 1998 al 8 de junio de 2012. Él lideró su partido, el Congreso por la Democracia de Lesoto a una clara victoria electoral.
Después de la victoria de su partido en 1998, hubo acusaciones de falsificación de votos y masivas protestas de los partidos opositores, que culminaron con la ocupación de los terrenos del palacio presidencial. 
En las elecciones de mayo del 2002, en las cuales su partido ganó de nuevo, hubo una escisión entre Kelebone Maope y Shakhane Mokhehle, hermano de un temprano fundador de su partido.